# 西姆巴尔·什帕克
西姆巴尔·什帕克 （约公元前1025年—约公元前1008年在位）（英語：Simbar-Shipak）巴比伦第五王朝首任国王。即第二海地王朝，继承那布·舒穆·里布尔之位。并全力支持宗教活动，但最后被一次政变推翻，他死后约3年王朝结束。